# Ernst Lacher
Ernst Lacher (* 1898; † 27. April 1919 in Miesbach, Oberbayern) war stellvertretender Stadtkommandant von Miesbach in Oberbayern während der Räterepublik im April 1919. Er wurde durch ein Revolutionstribunal verurteilt und erschossen.

## Leben
Ernst Lacher war stellvertretender Stadtkommandant von Miesbach etwa seit Mitte April 1919.
In der Nacht vom 24. zum 25. April erschien er mit Mannschaften von Rotarmisten und einer angeblichen Anordnung des Oberkommandierenden Rudolf Egelhofer aus München wieder in Miesbach und wollte dort die Kommandantur übernehmen, um Ordnung zu schaffen. Er konnte sich nicht durchsetzen, die  Anordnung war wahrscheinlich gefälscht.
Ein Revolutionsgericht unter Leitung von Georg Graf fällte deshalb auf Druck der äußerst aufgebrachten einheimischen Rotgardisten das Todesurteil und vollstreckte dieses am 27. April.
Die beteiligten Rotarmisten wurden später in Gerichtsprozessen zu Gefängnisstrafen verurteilt.
Dieses war eine von nur zwei bekannten Tötungen während der Münchner Räterepublik an Einzelpersonen (neben Wilhelm Weinberger). Außerdem wurden noch zehn Gefangene im Luitpold-Gymnasium in München erschossen.